# Impermeabilização

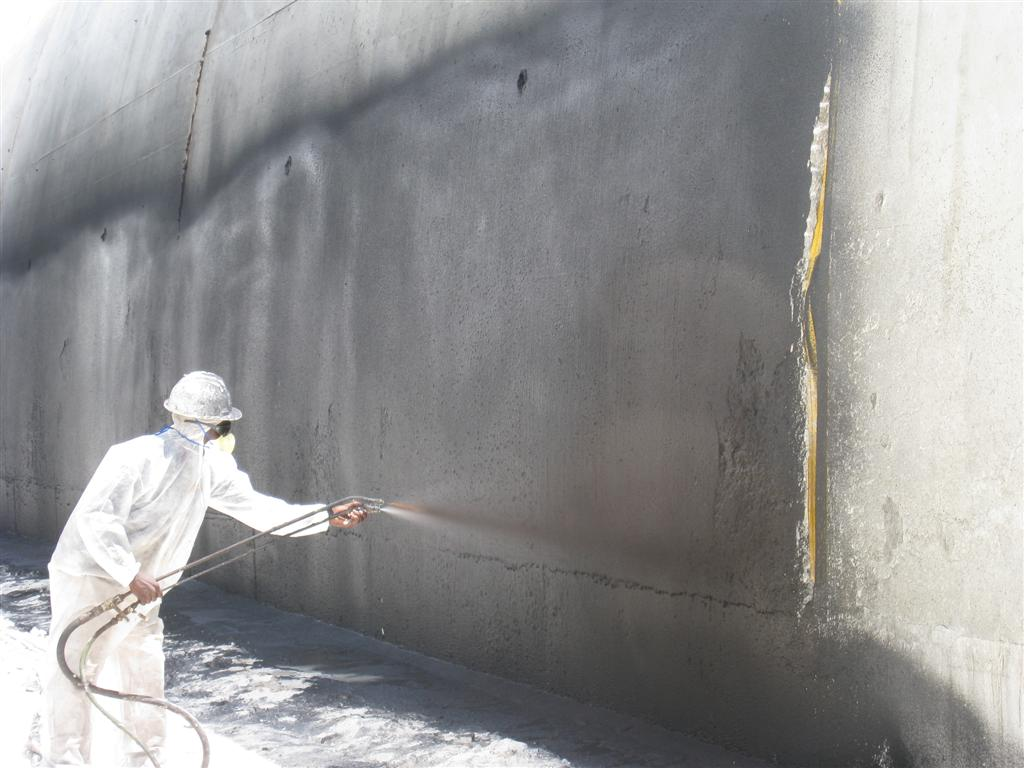
Processo de impermeabilização sendo executado na parede externa de um túnel.

Impermeabilização, é o processo de tornar algum material, área ou objeto impermeável (estanqueidade), isto é, de fazer com que a água, outro fluido, fungos e bactérias não consiga atravessar esse material, área ou objeto.

## Aplicações
- Calçados podem ser feitos à prova d'água usando uma variedade de métodos, incluindo, mas não se limitando a: aplicação de cera de abelha, spray impermeabilizante ou óleo de vison.[carece de fontes?]
- É possível encontrar embalagens impermeáveis ou outros tipos de estojos de proteção para dispositivos eletrônicos, uma nova tecnologia possibilitou o lançamento de diversos smartphones e tablets impermeáveis em 2013.[3]
- Um estudo de 2013 descobriu que superfícies nano-texturizadas usando formas de cone produzem superfícies altamente repelentes de água. Essas texturas de "nanocone" são super-hidrofóbicas.[4][5]

## Classificação
A classificação dos sistemas de impermeabilização são três e que também correspondem aos tipos fundamentais de infiltração: impermeabilização para água sob pressão, impermeabilização para água de percolação e impermeabilização contra umidade do solo.
As normas que relatam sobre impermeabilização são:
- NBR 9575 - Elaboração de Projetos;
- NBR 9686 - Solução Asfáltica Empregada como Imprimação;
- NBR 9952 - Mantas asfálticas com Armadura;
- NBR 279/9574 - Execução;
- NBR 9689 - Materiais e Sistemas;
- NBR 15.575/2013 - Norma de desempenho